# Cassini-Huygens
Cassini-Huygens fou una sonda espacial, projecte conjunt de la NASA, l'ESA i la ASI. Es tractava d'una missió espacial no tripulada l'objectiu de la qual era estudiar el planeta Saturn així com els seus satèl·lits naturals. La nau constava de dos elements principals: la nau Cassini i la sonda Huygens. El llançament va tenir lloc el 15 d'octubre de 1997 i entrà en l'òrbita l'1 de juliol de 2004. El 25 de desembre de 2004 la sonda se separà de la nau aproximadament a les 02:00 UTC. La sonda Huygens va caure a la major lluna de Saturn, Tità, el 14 de gener de 2005, moment en què descendí a la superfície del planeta per tal de recollir informació científica. Es tracta de la primera nau que orbita Saturn i del quart artefacte humà que el visita.
Els principals objectius de la nau Cassini són: 
1. Determinar l'estructura tridimensional i el comportament dinàmic dels anells de Saturn
2. Determinar la composició de la superfície dels satèl·lits i la història geològica de cada objecte
3. Determinar la naturalesa i l'origen del material fosc de la superfície de Jàpet
4. Mesurar l'estructura tridimensional i el comportament dinàmic de la magnetosfera
5. Estudiar el comportament dinàmic de l'atmosfera de Saturn
6. Estudiar la variabilitat atmosfèrica de Tità
7. Fer la cartografia detallada de la superfície de Tità

La nau Cassini-Huygens es va enlairar el 15 d'octubre de 1997 de l'estació de Cap Canaveral per mitjà d'un coet Titan IV / B de dos trams.
La missió Cassini-Huygens és fruit de la col·laboració entre tres agències espacials. Disset països han contribuït al seu desenvolupament. L'orbitador Cassini va ser construït per la NASA/JPL. La sonda Huygens la va realitzar l'ESA, mentre que l'Agència Espacial Italiana es va encarregar de proporcionar l'antena de comunicació d'alt guany de la Cassini.
El cost total de la missió és aproximadament de 3.200 milions de dòlars, dels quals EUA va aportar 2.600 milions, l'Agència Espacial Europea 500 milions i l'Agència Espacial Italiana 160 milions. La ESA va instal·lar música de Julien Civange i Louis Haéri a bord de la sonda Cassini-Huygens per interessar al públic en el projecte.
El final nominal de la missió era el 2008, però fou ampliada primer fins a 2010 i posteriorment a 2017. La missió es va acabar el 15 de setembre de 2017, data en la qual la Cassini fou desorbitada per cremar a la capa superior de l'atmosfera de Saturn.

## Descobriments més rellevants de la sonda
- atmosfera en circulació a Júpiter
- nous satèl·lits de Saturn
- origen mixt de les partícules dels anells de Júpiter
- possibilitat de trobar aigua a Encèlad
- llacs (probablement de metà) a Tità